# Роберт Кидиаба
Робер Мутеба Кидиаба (роден на 1 февруари 1976 г. в Кипуши) е футболист от Демократична република Конго, вратар на „ТП Мазембе“.
През цялата си кариера е играл единствено в „Мазембе“, като от 2002 г. е несменяем титуляр в националния отбор на ДР Конго.
През 2004 г. Кидиаба е включен в отбора на Конго за Купата на Африка, където отборът завършва на последно място в групата си. През 2013 и 2015 г. отново участва в Купата на Африка.
Известен с нетрадиционното си празнуване при отбелязване на гол от неговия отбор.

## Успехи
- Носител на Купата на Шампионската лига на Африка – 2 пъти (2009, 2010)
- Носител на Суперкупата на Африка – 1 път (2010)
- Шампион на ДР Конго – 3 пъти (2006, 2007, 2009)
- Световно клубно първенство – 2 място (2010)